# Hubert Schiffer
Hubert F. Schiffer, S.J. (Gütersloh, 1915–Frankfurt, Alemania Occidental, 27 de marzo de 1982) fue un sacerdote jesuita alemán quien sobrevivió a la bomba atómica "Little Boy" que cayó en Hiroshima.

## Bombardeo de Hiroshima
Schiffer fue uno de los varios sacerdotes jesuitas que se encontraban en el complejo de su misión, a menos de 1,6 km de la zona cero cuando ocurrió la explosión.

### Ubicación de los jesuitas
Muchos recuentos del evento indican que hubo ocho sacerdotes jesuitas, que estaban a ocho cuadras de la zona cero. John Hersey, en su cuenta contemporánea de 1946 Hiroshima, enumera cuatro sacerdotes jesuitas (el Padre Superior, Hugo LaSalle, el Padre Wilhelm Kleinsorge, el Padre Cieslik y el Padre Schiffer) y los coloca a 1300 m "del centro". Schiffer mismo afirma que había cuatro sacerdotes jesuitas: "Padre Hugo Lassalle, Superior de toda la Misión Jesuita en Japón, y Padres Kleinsorge, Cieslik y Schiffer", y describe su propia ubicación como "dentro del radio más mortal de una milla". Schiffer también señala el nombre de su iglesia: "la Iglesia Jesuita de la Asunción de Nuestra Señora".

### Explosión
Según el relato de 1946 del sacerdote jesuita Padre John Siemes, que había estado en las afueras de la ciudad:
Estaban en sus habitaciones en la Casa Parroquial, eran las ocho y cuarto, exactamente el momento en que habíamos escuchado la explosión en Nagatsuke, cuando llegó la intensa luz e inmediatamente después el sonido de ventanas, paredes y muebles rotos. Fueron cubiertos con astillas de vidrio y fragmentos de restos. El padre Schiffer fue enterrado debajo de una porción de una pared y sufrió una grave lesión en la cabeza. El Padre Superior recibió la mayoría de las astillas en la espalda y la extremidad inferior de las cuales sangraba copiosamente. Todo se revolvió en las habitaciones, pero el marco de madera de la casa permaneció intacto.
Descripción propia de Schiffer sobre la explosión:
De repente, una terrible explosión llenó el aire con un estallido de trueno. Una fuerza invisible me levantó de la silla, me lanzó por los aires, me sacudió, me golpeó, me dio vueltas y vueltas como una hoja en una ráfaga de viento otoñal.

### Sobrevivientes
Los cuatro sacerdotes jesuitas sobrevivieron a la explosión. Citado en 1950, Schiffer dijo: "De 14 clérigos y laicos perdimos solo uno, un japonés". Los jesuitas estaban en un edificio más fuerte que la mayoría de los edificios circundantes, como lo señalaron Hersey y Siemes, respectivamente:
[El padre Kleinsorge vio] que todos los edificios a su alrededor se habían derrumbado, excepto la casa de la misión de los jesuitas, que había sido reforzada y reforzada por un sacerdote llamado Gropper, que estaba aterrorizado por los terremotos.
La solidez de la estructura que fue obra del hermano Gropper volvió a brillar.
No fueron los únicos sobrevivientes cercanos a la zona cero; Se estima que el 14% de las personas dentro de 1 kilómetro de la zona cero sobrevivieron a la explosión. Otros sobrevivientes incluyeron a diez personas en un tranvía a 750 metros de la zona cero, y una mujer en un banco a 260 metros de la explosión. Una persona sobrevivió a una distancia de solo 170 metros, protegida en el sótano de un edificio mientras buscaba documentos.

### Aspecto religiosos
La supervivencia de los sacerdotes a veces se ha referido como un milagro. En 1951, Schiffer dijo:
No lo llamaré un milagro exactamente, pero creo que estábamos bajo la protección especial de Dios.
Las similitudes con Nagasaki a veces se destacan, donde un convento franciscano establecido por San Maximiliano Kolbe "no se vio afectado por la bomba que cayó allí", ya que "el convento fue protegido de la fuerza de la bomba por una montaña interpuesta".

## Últimos años
Schiffer se reunió con el piloto y el copiloto del B-29 que bombardeó Hiroshima, el Enola Gay. En la ciudad de Nueva York en 1951, Schiffer conoció al copiloto Robert A. Lewis. Schiffer invitó a Lewis a visitar Hiroshima en agosto de 1952 para la dedicación de un "palacio de oración", que Lewis aceptó; sin embargo, no hay registro de que Lewis haya hecho tal visita. Los dos también aparecieron juntos en la Universidad de Fordham en 1957, en el duodécimo aniversario del bombardeo, y Schiffer señaló que se habían convertido en "amigos muy rápidos". Más tarde, Schiffer conoció al piloto Paul Tibbets en Dallas en 1975.
Schiffer, que había recibido una licenciatura en Japón, recibió una maestría de la Universidad de Fordham en 1952 y un doctorado allí en 1958. En la década de 1960, Schiffer trabajó como profesor asociado de economía en el St. Joseph's College de Filadelfia, y escribió un libro sobre el sistema bancario japonés.
Se había pronosticado que sufrirían dolores, enfermedades y muerte prematura, debido a la radiación, sin embargo en 1976, 31 años después del evento, Schiffer acudió al Congreso Eucarístico de Filadelfia y relató su historia, donde después de haber sido revisados y examinados unas 200 veces por diferentes médicos, a lo largo de los años posteriores, sin rastro de radiación alguno.